# Cylindropuntia sanfelipensis
Cylindropuntia sanfelipensis ist eine Pflanzenart aus der Gattung Cylindropuntia in der Familie der Kakteengewächse (Cactaceae). Das Artepitheton sanfelipensis verweist auf das Vorkommen der Art bei San Felipe im mexikanischen Bundesstaat Baja California.

## Beschreibung
Cylindropuntia sanfelipensis wächst niedrig und dicht verzweigt bis aufrecht und strauchig mit etwas aufsteigenden Zweigen und erreicht Wuchshöhen von 0,5 bis 1,5 Meter. Auf den fest aneinander haftenden grünen graugrünen, dicht bedornten, 8,5 bis 15,5 Zentimeter langen und 2,2 bis 3,5 Zentimeter im Durchmesser messenden Triebabschnitten befinden sich breite bis elliptische Höcker. Die cremefarbenen Areolen vergrauen im Alter und tragen 2 bis 5 Millimeter lange häufig auffällige, hellgelbe Glochiden, von denen oft mehrere borstenartig und bis zu 1 Zentimeter lang sind. Die elf bis 27 hellgelben Dornen sind an allen Areolen vorhanden und 2,1 bis 4,4 Zentimeter lang.
Die gelbbronzefarbenen bis rötlich magentafarbenen, manchmal gemischten Blüten sind entweder rein weiblich oder zwittrig (Gynodiözie). Die kreisel- bis fassförmigen, graugrünen bis lohfarbenen oder grauen Früchte sind trocken, dicht bedornt und klettenartig. Sie sind 1,7 bis 2,4 Zentimeter lang und weisen Durchmesser von 1,5 bis 2,5 Zentimeter auf.

## Verbreitung, Systematik und Gefährdung
Cylindropuntia sanfelipensis ist im mexikanischen Bundesstaat Baja California im Wüstengebiet von San Felipe in Höhenlagen von 350 bis 1000 Metern verbreitet. Das Verbreitungsgebiet umfasst weniger als 20.000 km².
Die Erstbeschreibung als Opuntia sanfelipensis von Jon Paul Rebman wurde 1999 veröffentlicht. 2002 stellte er die Art in die Gattung Cylindropuntia. Ein weiteres nomenklatorisches Synonym ist Grusonia sanfelipensis (Rebman) G.D.Rowley (2006).
In der Roten Liste gefährdeter Arten der IUCN wird die Art als „Least Concern (LC)“, d. h. als nicht gefährdet geführt. Die Art ist sehr reich verbreitet, daher wird die Entwicklung der Populationen als stabil angesehen.

## Nachweise